# Добрая Вода (Орловская область)
До́брая Вода́ — деревня в Мценском районе Орловской области России. Входит в состав Протасовского сельского поселения.

## География
Деревня находится в северной части Орловской области, в лесостепной зоне, в пределах центральной части Среднерусской возвышенности, вблизи истока река Ядрынка, на расстоянии примерно 15 км (по прямой) к юго-юго-западу (SSW) от Мценска, административного центра района. Абсолютная высота — 237 м над уровнем моря.
Климат
Климат характеризуется как умеренно континентальный с умеренно морозной зимой и теплым, иногда жарким летом. Средняя многолетняя температура самого холодного месяца — января, составляет −9,4 °С, температура самого теплого +19 °С.
Часовой пояс
Деревня Добрая Вода, как и вся Орловская область, находится в часовой зоне МСК (московское время). Смещение применяемого времени относительно UTC составляет +3:00.

## Население
| 2002 | 2010 |
| ---- | ---- |
| 253  | ↗273 |

Половой состав
По данным Всероссийской переписи населения 2010 года в гендерной структуре населения мужчины составляли 40,3 %, женщины — соответственно 59,7 %.
Национальный состав
Согласно результатам переписи 2002 года, в национальной структуре населения русские составляли 92 % из 253 чел.

## Улицы
| - ул. Каштановая, - ул. Левобережная, - ул. Молодёжная, - ул. Озёрная, | - ул. Правобережная, - ул. Садовая, - пр. Хоздворы, - пер. Школьный. |

## Инфраструктура
Действуют дошкольная группа (при Протасовской СОШ), фельдшерско-акушерский пункт, дом культуры и библиотека.